# Hennepin County
Das Hennepin County ist ein County im US-amerikanischen Bundesstaat Minnesota. Im Jahr 2020 hatte das County 1.281.565 Einwohner und eine Bevölkerungsdichte von 888,7 Einwohnern pro Quadratkilometer. Der Verwaltungssitz (County Seat) ist Minneapolis.
Das Hennepin County liegt im Zentrum der Metropolregion Minneapolis–Saint Paul.

## Geografie
Das County liegt südöstlich des geografischen Zentrums von Minnesota und ist im Osten etwa 40 km von Wisconsin entfernt. Es hat eine Fläche von 1571 Quadratkilometern, wovon 129 Quadratkilometer Wasserfläche sind.
Der größte Fluss im Hennepin County ist der Mississippi, der in der Nähe des Stadtzentrums von Minneapolis die Saint-Anthony-Fälle passiert. Unterhalb der Fälle ist der Mississippi bis zur Mündung in Louisiana durchgängig schiffbar. Die südliche und südwestliche Grenze des Countys wird vom Minnesota River gebildet, der südöstlich von Minneapolis bei Fort Snelling in den Mississippi mündet.
An das Hennepin County grenzen folgende Nachbarcountys:
| Wright County |              | Anoka County  |
|               |              | Ramsey County |
| Carver County | Scott County | Dakota County |

## Geschichte

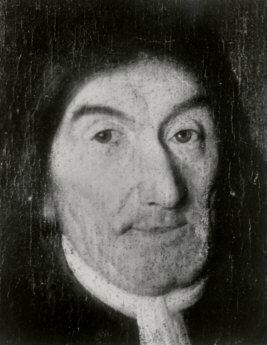
Louis Hennepin

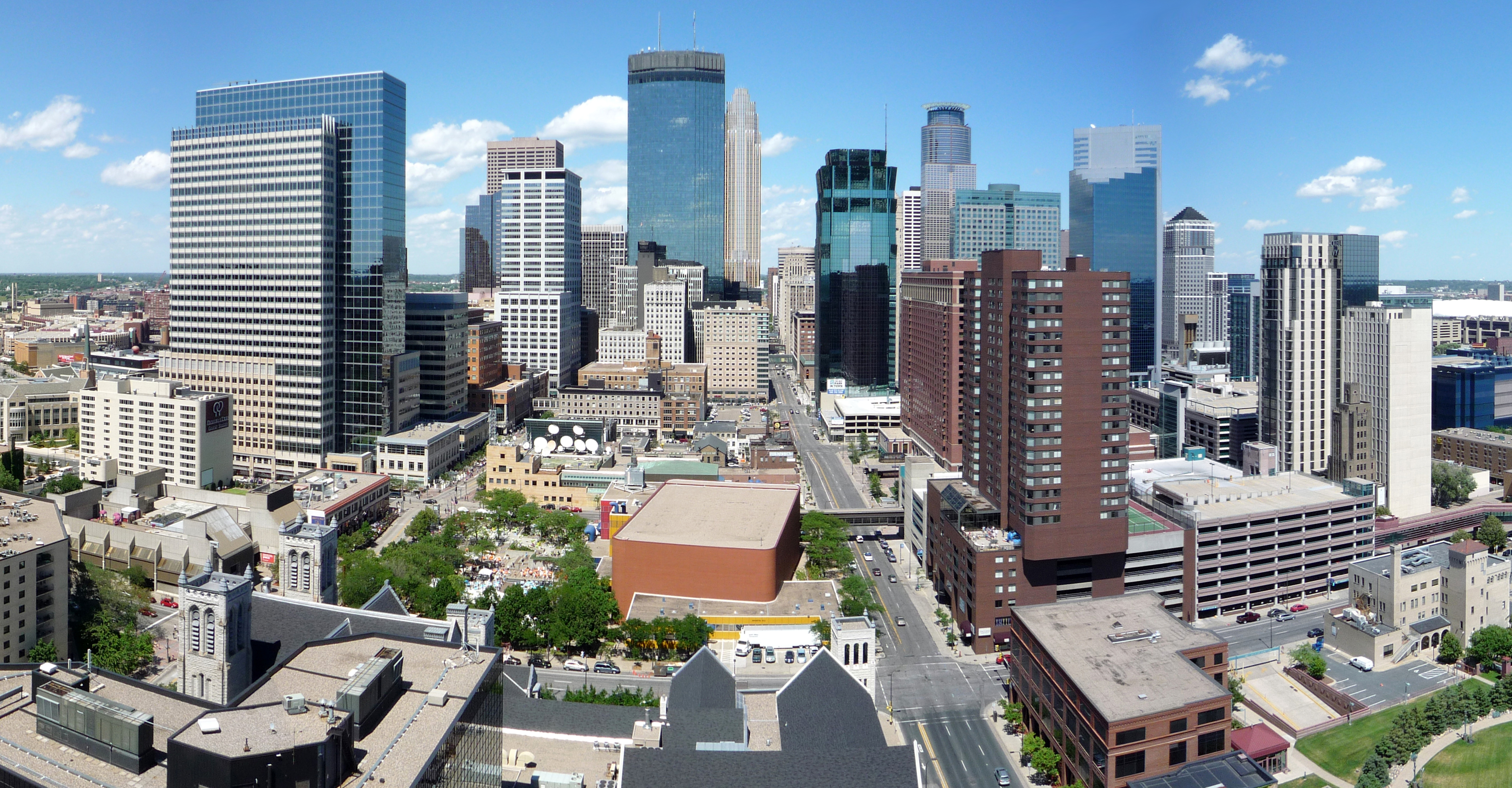
Skyline von Minneapolis

Das Hennepin County wurde am 6. März 1852 aus Teilen des Dakota County gebildet. Benannt wurde es nach Louis Hennepin, einem katholischen Priester und Missionar. Er war der erste Europäer, der die Region erkundete und den Saint-Anthony-Fälle 1680 ihren Namen gab. Das Land östlich des Flusses gelangte 1763 unter die Verwaltung Englands und wurde nach dem Amerikanischen Unabhängigkeitskrieg 1783 ein Territorium der Vereinigten Staaten. Nach dem Louisiana Purchase wurde 1803 auch die Westseite der Wasserfälle US-amerikanisch. Die Vereinigten Staaten taten jedoch bis 1819 nur wenig, um das Land zu besetzen, und erst im Jahr darauf gründete Colonel Josiah Snelling ein dauerhaft besetztes Fort an der Mündung des Minnesota River. Der zunächst Fort Saint Anthony genannte Stützpunkt wurde später in Fort Snelling umbenannt.
Franklin Steele erstellte 1849 eine Flurkarte für die Stadt Saint Anthony. Dank der Wasserkraft prosperierten die damaligen Säge- und Getreidemühlen und 1855 hatte die aufstrebende Stadt bereits mehr als 3000 Einwohner. Die Westseite des Flusses wurde 1854 zur Besiedlung freigegeben. Die Siedlung auf dem westlichen Ufer des Flusses erhielt den Namen Minneapolis, eine Wortprägung von Charles Hoag. Die beiden Städte entwickelten sich dank der Industrie- und Gewerbebetriebe fort und die Inkorporation von Minneapolis als City erfolgte 1867. Drei Jahre später wurden Minneapolis und Saint Anthony zusammengelegt.
Im Laufe der 1860er Jahre begannen die Getreidemühlen die Wirtschaft im Hennepin County zu dominieren. Nach der Explosion der Washburn A Mill am 2. Mai 1878 bauten die Eigentümer die Mühle rasch noch größer wieder auf. Deren Konkurrenz, die Charles A. Pillsbury and Company begann etwa zur selben Zeit mit dem Bau der Pillsbury A Mill auf der Ostseite der Wasserfälle. Um 1900 verarbeiteten die Mühlen in Minneapolis rund 14,1 Prozent des weltweit erzeugten Getreides.

### Historische Objekte

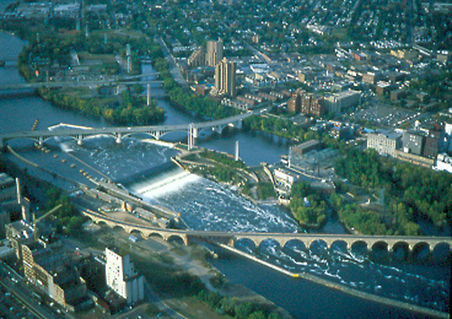
Saint-Anthony-Fälle
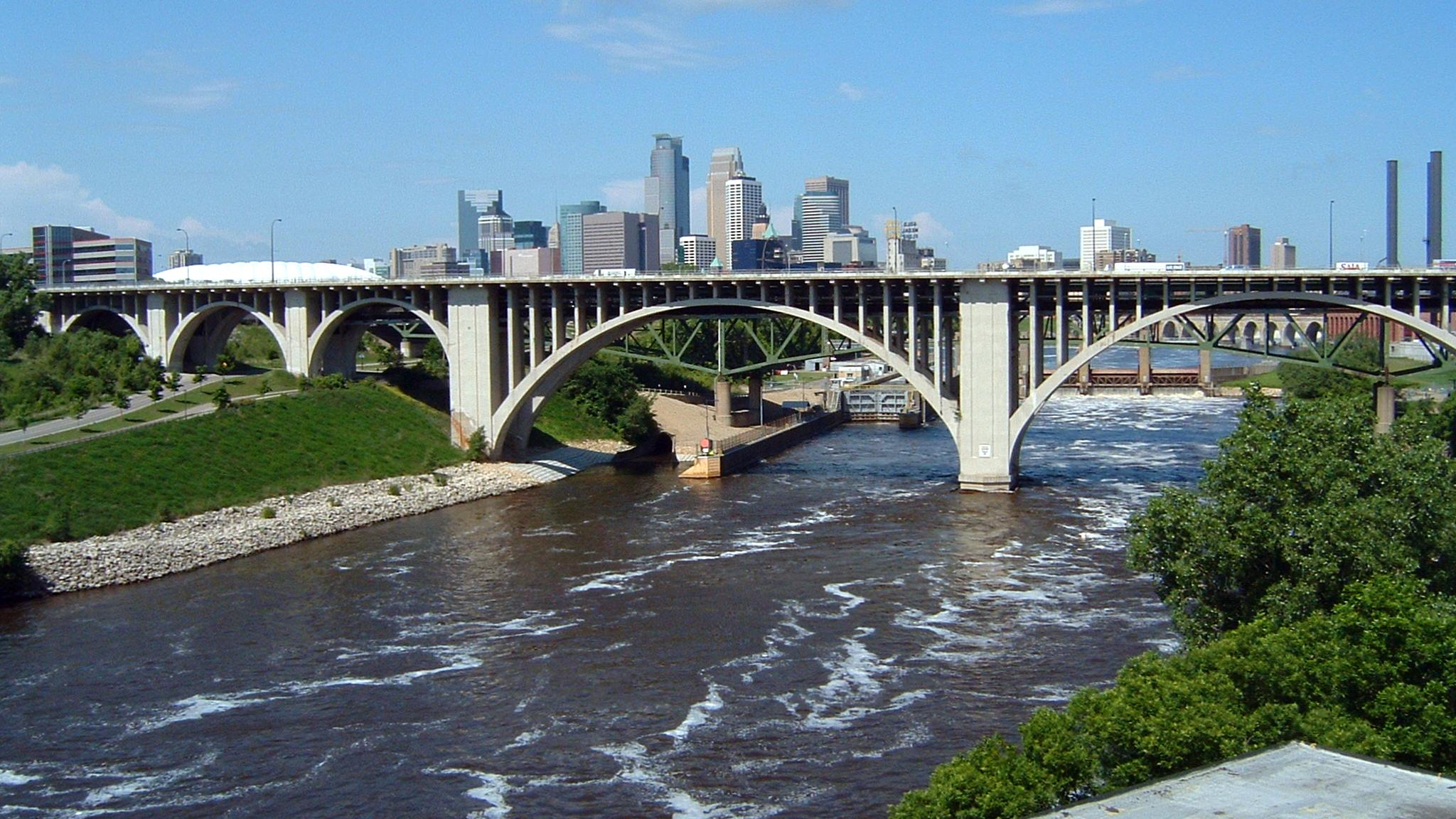
Cedar Avenue Bridge
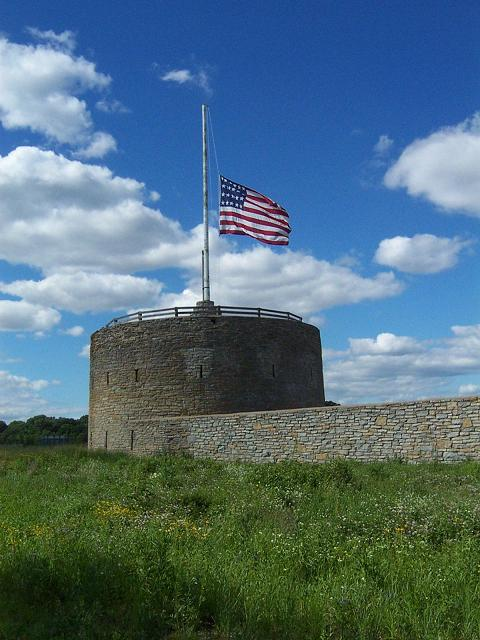
Fort Snelling
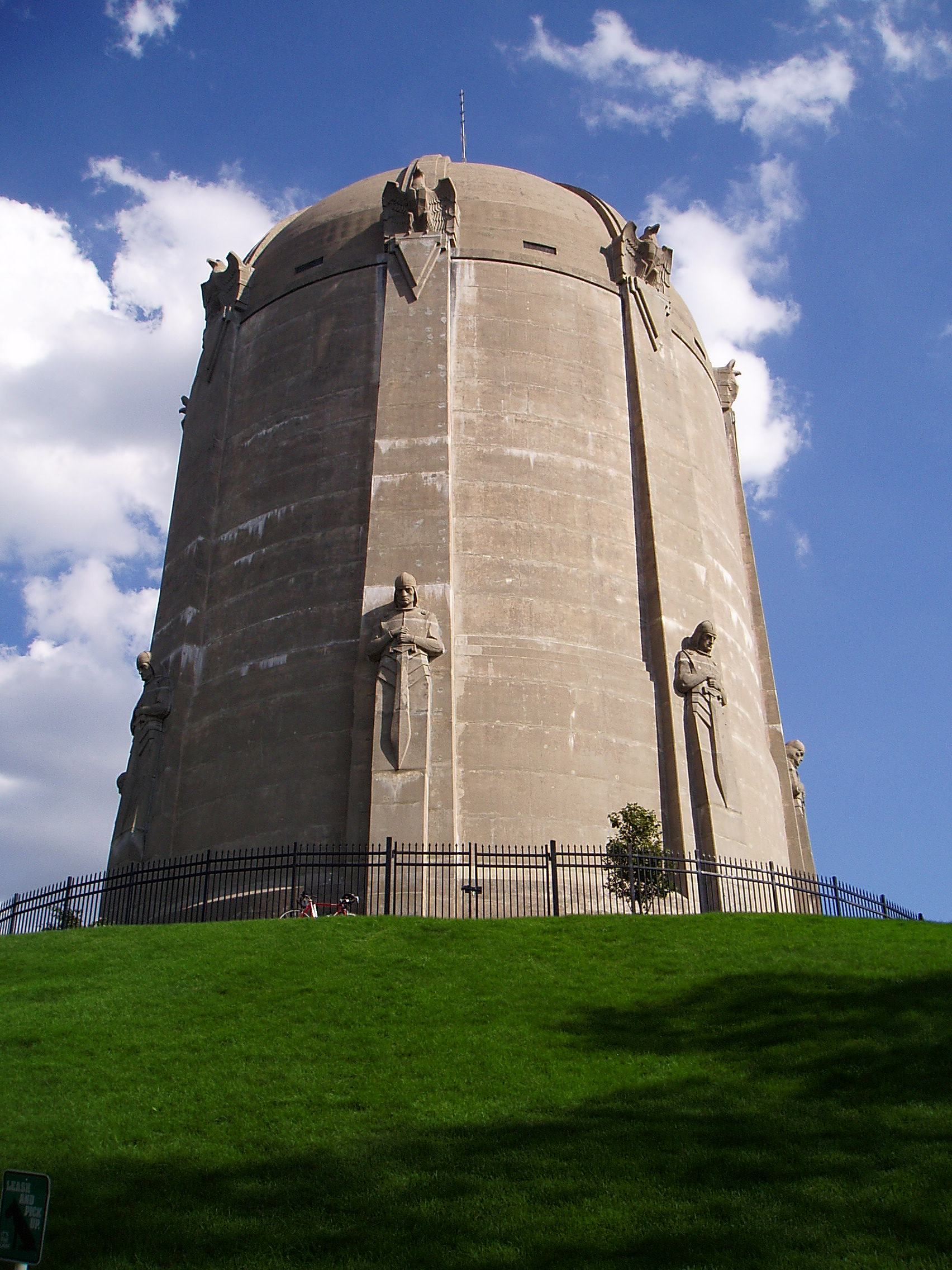
Washburn Park Water Tower

Ein Ort im Hennepin County hat den Status einer National Historic Landmark, das Fort Snelling. 150 Bauwerke und Stätten des Countys sind insgesamt im National Register of Historic Places eingetragen (Stand 28. Januar 2018).

## Demografische Daten
Nach der Volkszählung im Jahr 2010 lebten im Hennepin County 1.152.425 Menschen in 475.737 Haushalten. Die Bevölkerungsdichte betrug 799,2 Einwohner pro Quadratkilometer. In den 475.737 Haushalten lebten statistisch je 2,36 Personen.
Ethnisch betrachtet setzte sich die Bevölkerung zusammen aus 77,3 Prozent Weißen, 12,0 Prozent Afroamerikanern, 1,2 Prozent amerikanischen Ureinwohnern, 6,5 Prozent Asiaten, 0,1 Prozent Polynesiern sowie aus anderen ethnischen Gruppen; 3,0 Prozent stammten von zwei oder mehr Ethnien ab. Unabhängig von der ethnischen Zugehörigkeit waren 6,9 Prozent der Bevölkerung spanischer oder lateinamerikanischer Abstammung.
22,6 Prozent der Bevölkerung waren unter 18 Jahre alt, 65,9 Prozent waren zwischen 18 und 64 und 11,5 Prozent waren 65 Jahre oder älter. 50,8 Prozent der Bevölkerung war weiblich.

Das jährliche Durchschnittseinkommen eines Haushalts lag bei 62.966 USD. Das Pro-Kopf-Einkommen betrug 36.858 USD. 12,3 Prozent der Einwohner lebten unterhalb der Armutsgrenze.

## Ortschaften im Hennepin County
Alle Siedlungen im Hennepin County haben den Status „City“:
| - Bloomington - Brooklyn Center - Brooklyn Park - Champlin - Chanhassen1 - Corcoran - Crystal - Dayton2 - Deephaven | - Eden Prairie - Edina - Excelsior - Golden Valley - Greenfield - Greenwood - Hanover2 - Hopkins - Independence | - Long Lake - Loretto - Maple Grove - Maple Plain - Medicine Lake - Medina - Minneapolis - Minnetonka - Minnetonka Beach | - Minnetrista - Mound - New Hope - Orono - Osseo - Plymouth - Richfield - Robbinsdale - Rockford2 | - Rogers - Shorewood - Spring Park - St. Anthony3 - St. Bonifacius - St. Louis Park - Tonka Bay - Wayzata - Woodland |

1 – überwiegend im Carver County

2 – teilweise im Wright County

3 – teilweise im Ramsey County

## Gliederung
Das County ist infolge seiner dichten Besiedlung fast vollständig den 45 Citys zugehörig. Einzig rund um das Fort Snelling existiert ein Unorganized Territory mit 149 Einwohnern.